# Anne Frank: The Whole Story
Anne Frank: The Whole Story este o miniserie de televiziune în două părți bazat pe cartea Anne Frank: The Biography de Melissa Müller. Miniseria a fost difuzată pe ABC pe 20 și 21 mai 2001. Rolurile principale au fost interpretate de Ben Kingsley, Brenda Blethyn, Hannah Taylor-Gordon și Lili Taylor. 
Controversat, dar în conformitate cu ipoteza formulată de Melissa Müller, filmul pretinde că trădătorul anonim al familiei Frank a fost femeia de serviciu, când, de fapt, identitatea trădătorului nu a fost niciodată stabilită. Un dezacord între producătorii miniseriei și Fondul Anne Frank cu privire la valabilitatea acestei ipoteze și la alte detalii au condus la retragerea aprobării date de Fondul Anne Frank pentru dramatizarea jurnalului, ceea ce a împiedicat utilizarea în cadrul producției a oricărui citat din scrierile Annei Frank. 
Hannah Taylor-Gordon a fost nominalizată la Globul de Aur și la premiul Emmy pentru interpretarea Annei Frank, în timp ce Ben Kingsley a câștigat premiul Screen Actors Guild pentru interpretarea lui Otto Frank, tatăl Annei. Este dezvăluită în această miniserie că femeia de serviciu de la Opekta i-a trădat pe Anne și familia ei.

## Rezumat
În 1939, Anne Frank (Hannah Taylor-Gordon) realizează că lumea în care trăiește începe să se schimbe în jurul ei. Ulterior, naziștii invadează Țările de Jos. Anne devine din ce în ce mai tulburată pe măsură ce drepturile ei se restrâng tot mai mult, iar membrii familiei ei sunt obligați să se înregistreze ca evrei și să poarte steaua galbenă. Ea este apoi forțată să părăsească școala și să urmeze cursurile unui liceu evreiesc, unde o întâlnește pe prietena ei cel mai bună, Jacqueline van Maarsen (Victoria Anne Brown), care este doar pe jumătate evreică. Anne îl cunoaște, de asemenea, pe Hello Silberberg (Nicky Cantor), penrru care dezvoltă o pasiune; se presupune că Hello îi împărtășește sentimentele. Cu ocazia aniversării vârstei de 13 ani, ea primește celebrul jurnal cu coperți în carouri și imediat se duce în camera ei pentru a scrie prima ei însemnare.
Câteva săptămâni mai târziu, într-o duminică normală din iulie 1942, Margot (Jessica Manley), sora Annei, primește un citație din partea germanilor pentru a fi deportată într-un „lagăr” din Est. Otto Frank (Ben Kingsley) se mută împreună cu familia în acum renumita „Anexă Secretă”, fiind urmați în curând de Hermann și Auguste van Pels (Joachim Krol și Brenda Blethyn), fiul lor, Peter (Nicholas Audsley), și Fritz Pfeffer (Jan Niklas), dentistul familiei Frank. În timpul șederii lor în anexă, membrii familiei Van Pels se remarcă prin certurile lor constante, iar relațiile dintre Anne și Fritz sunt caracterizate prin numeroase certuri. Fata începe o relație de dragoste cu Peter, de la care primește primul ei sărut. În tot acest timp, ea speră ca războiul să se termine. De asemenea, Anne are prima ei menstruație în anexă - eveniment pe care îl o aștepta cu nerăbdare. Într-o noapte, un hoț pătrunde în încăperile de sub anexă, producând o senzație de teroare celor opt refugiați.
În cele din urmă, pe 4 august 1944, familia Frank este denunțată de Lena Hartog (Veronica Nowag-Jones), femeia de serviciu a companiei ce-și avea sediul în clădirea în care se afla anexa. Cele opt persoane care se ascundeau sunt arestate și jurnalul Annei este aruncat pe podea în timp ce ofițerul SS Karl Silberbauer căuta banii ascunși. Doi dintre protectori (ai celor din Anexa Secretă) sunt, de asemenea, arestați. Într-o conversație cu Otto, Silberbauer este uimit să afle că el a fost ofițer în Armata Imperială Germană în timpul Primului Război Mondial. Silberbauer îi spune cu părere de rău că, dacă nu s-ar fi ascuns, Otto și familia sa ar fi beneficiat de un tratament decent.
După aceea, membrii familiei Frank sunt trimiși cu un tren la Westerbork, un lagăr de tranzit în care Anne, familia și prietenii ei sunt deținuți în barăcile S din blocul disciplinar. Acolo, Anne o întâlnește pe Janny Brandes-Brilleslijper (Klara Issova) și pe sora acesteia, Lientje (Zdenka Volencova), care sunt văzute mai târziu vorbind cu Anne la Bergen-Belsen. Anne se împrietenește, de asemenea, cu profesoara copiilor din lagăr (Jaroslava Siktancova), care o invită adesea pe Anne la școala din lagăr pentru a le spune povești copiilor. (Una dintre ele este Doamna Quackenbush, o poveste pe care Anne a scris-o înainte de a se muta în ascunzătoare la cererea profesorului ei de matematică, care a dorit să o pedepsească pentru că vorbea permanent în timpul orelor)
Anne și familia ei sunt în curând transportați la Auschwitz, unde femeile sunt dezbrăcate de haine și tunse. Femeile sunt separate de bărbați, iar Anne este nevoită să se despartă de Otto Frank. În timpul unei selecții a femeilor în tabără pentru a merge să lucreze într-o fabrică de muniții, mama și sora Annei sunt alese, dar nu și Anne. Prin urmare, Edith și Margot aleg să rămână în urmă pentru ca familia să nu fie despărțită. Anne și Margot sunt trimise la infirmerie deoarece erau bolnave de scabie și sunt deportate mai târziu în lagărul Bergen-Belsen, care era format din mai multe corturi mari, amplasate pe un teren noroios și înconjurate de un gard electric. Doamna Van Pels ajunge ulterior în lagăr, unde o găsește pe Anne foarte slăbită și pe Margot bolnavă de tifos. Într-o noapte Anne o vede prin gard pe vechea ei prietenă, Hannah (Jade Williams). Hannah este o prizonieră privilegiată și-i spune Annei că tatăl ei este pe moarte, dar că sora ei este în viață. Ea îi aruncă Annei, peste gard, un pachet cu pâine și șosete.
Într-o noapte, Anne vorbește cu febrila Margot despre viața lor de dinaintea deportării. Cele două fete merg apoi la culcare. În dimineața următoare, Anne deschide ochii și aude păsările cântând afară. Ea o înghiontește pe Margot, dar aceasta din urmă nu se trezește și, în schimb, cade jos din pat. Anne își dă seama că Margot a murit și ridică ochii către cer, cu voința înfrântă.
După război, în 1945, este dezvăluit faptul că Otto a supraviețuit. El caută informații despre fiicele sale, dar nu reușește să afle nimic; el este direcționat în cele din urmă către Janny Brandes, care a supraviețuit lagărului, iar femeia îi spune că Anne a murit la câteva zile după Margot. Aflând această veste tristă, Miep Gies (Lili Taylor), care a ajutat la ascunderea familiei Frank, îi dă lui Otto jurnalul Annei pe care-l păstrase până atunci. Otto îl citește și apoi se duce în anexa acum pustie, prăbușindu-se într-o criză de plâns în fața peretelui acoperit de Anne cu fotografii ale starurilor de cinema. Epilogul descrie ceea ce s-a întâmplat cu toate persoanele menționate în film.

## Distribuție
- Ben Kingsley - Otto Frank
- Brenda Blethyn - Auguste van Pels
- Lili Taylor - Miep Gies
- Hannah Taylor-Gordon - Anne Frank
- Tatjana Blacher - Edith Frank
- Jessica Manley - Margot Frank
- Joachim Król - Hermann van Pels
- Nicholas Audsley - Peter van Pels
- Jan Niklas - Fritz Pfeffer
- Rob Das - Jan Gies
- Johannes Silberschneider - Johannes Kleiman
- Peter Bolhuis - Victor Kugler
- Ela Lehotska - Bep Voskuijl
- Jade Williams - Hannah „Hanneli” Goslar
- Victoria Anne Brown - Jacqueline van Maarsen
- Jeff Caster - Lammert Hartog
- Cees Geel - Wilhelm van Maaren
- Branka Katic - Charlotte Kaletta
- Dominique Horwitz - Hans Goslar
- Klára Issová - Janny Brandes-Brilleslijper
- Robert Russell - domnul Keesing
- Michaela Horakova - Susanne „Sanne” Ledermann
- Suzanne Friedline - Bep Voskuijl (voce)
- Holger Daemgen - Karl Silberbauer

## Lansarea pe suport video
Anne Frank: The Whole Story a fost lansat pe casetă VHS și pe DVD pe 28 august 2001 de către Buena Vista Home Entertainment. Nu există o diferență mare între versiunile DVD și VHS ale acestui film, din moment ce singurul insert pe DVD este un trailer al filmului South Pacific.

## Receptare critică
Anne Frank: The Whole Story a avut un succes critic și public. Ziarul New York Post a numit miniseria „puternică în mod incontestabil”, în timp ce alții consideră că este „un omagiu copleșitor”. Această adaptare a fost numită „cel mai bun film despre Anne Frank realizat până acum”. A fost nominalizată la trei Globuri de Aur și a câștigat în 2001 Premiul Emmy pentru cea mai bună miniserie și Premiul Peabody.

## Difuzarea miniseriei
| Sezon | Sezon | Episoade | Difuzare inițială | Difuzare inițială |
| Sezon | Sezon | Episoade | Primul episod     | Ultimul episod    |
| ----- | ----- | -------- | ----------------- | ----------------- |
|       | 1     | 2        | 20 mai 2001       | 21 mai 2001       |

## Rating TV
Producția a fost evaluată TV-14 din cauza reprezentării unor secvențe dure din lagărul de concentrare de reprezentări, inclusiv o scurtă secvență de nuditate în care Anne, Margot, Edith și doamna Van Pels sunt tunse la Auschwitz și apoi sunt dezinfectate. Există, de asemenea, unele imagini tulburătoare în care sunt prezentate cadavre.